# エイミーストリート
エイミーストリート(Amie Street)はかつて存在したインディーネット音楽ストアとソーシャルネットワークサービス。ブラウン大学の最上級生のエリオット・ブリース、エリアス・ローマン、ジョシュア・ボルタックによって2006年にロードアイランド州プロビデンスに創設された 。エイミーストリートは需要に基づいた価格設定で有名である。企業は後にニューヨーク市クイーンズ区のロングアイランドシティーへ移転した。2010年の下旬にサイトはAmazon.comに売却され、アマゾンはエイミーストリートの顧客を自身のウェブサイトへリダイレクトさせた。

## 歴史
エイミーストリートは2006年の早期に設立し、同年の7月4日にプレアルファ版が公開され、TechCrunchのマイケル・アーリントンによってすぐにスクープされた. 。エイミー・ストリートのカタログと安定性はそれ以降安定して成長していき、制作チームは９人まで増え 、CD Baby、The Orchard、Nettwerk Music Group、Daptone Recordsを含む様々なレコードレーベルと提携関係を結んだ 。最初のトラフィック問題から数週間後にアルファ版が完成し、ベータ版が2006年10月4日にリリースされた 。2007年12月11日、エイミーストリートジャパンはTurbolinuxとパートナーシップを結んだ。
2007年8月9日にTechCrunchでも報道されているように、エイミーストリートはサイトの再デザインとAmazon.com主導のベンチャーキャピタルファンディングのクローズドシリーズAラウンドを発表した 。彼らは2007年1月のラウンドに向けて交渉を開始した 。MP3.comの元社長のロビン・リチャーズや GoogleのB2B(企業間取引)の垂直市場グループのディレクターのデイビッド・ヒルシュを含む著名なエンジェル投資家が参加した。

## ウェブサイト機能
アーティストはMP3形式で音楽を直接アップロードすることができ、ビットレートの質をどうするかは選択できたが、レコードレーベルまたは音楽配信者がエイミーストリートに音楽のエンコードを求めた際は可変ビットレートを用い平均で256kbit/sのビットレートを実現できるように努力した (AACやFLAC、Oggは「途中」とされた) 。ユーザーが楽曲を購入すると、アーティストは会計年度ごとにクレジットを得られた。アーティストは販売される各曲が5ドル売れた後収益の70%を得る 。アルバムの価格はアルバム内の各曲の現在のトータルコストに基づき、大半の場合は8.98ドルだった 。PayPalやペイオニアプリペイドマスターカード
、小切手がアーティストへの支払い方法として使われた。
エイミーストリートは需要に基づき楽曲の価格を決定した。楽曲がアップロードされた時は0から始まり、その後その曲の需要と購入に基づき増加していく。最高値は98セントである。
2007年9月17日に着信メロディサービスが様々な価格設定で発表された 

### RECs
アーティストではないユーザーも曲をREC(推薦)することでクレジットを同様に稼ぐことが出来た。ユーザーが楽曲がヒットすると信じた時にRECすることができ、仮に楽曲の価格がRECした時よりも上昇した場合その差額に基づいた額を受け取れる。例えばある人が現在5セントの曲をRECし、その曲が95セントにまで上昇したら、ユーザーは差額の2分の1の価格45セントを払い出される。 仮にユーザーが楽曲が無料の時RECした場合、全額が対象になる。RECによってより多くの人気曲をより少ないものから差別化した。良いと思われる曲は頻繁にRECされる。ユーザーはエイミーストリートのクレジット購入額1ドルごとに約1RECを得る事ができた。

### ソーシャルネットワーク
ユーザーは「友達」機能を通じて他のユーザーと接続することができた。音楽のニュースフィードで新音楽を簡単に見つけるようにするために友人にRECを送ることが出来た 。「ファン」機能もあり、ユーザーが簡単にサイトのバンドと接続できた。この全ての情報は別のRSSフィードとして利用できた。

#### サードパーティー統合
エイミーストリートは2007年10月にFantasy Record Labelと呼ばれるFacebookアプリを立ち上げた 。このアプリはFacebookユーザーに楽曲のコレクションの「レコードレーベル」を作成でき、エイミーストリートアカウントとリンクされ、Facebookプロフィールページにレーベルを投稿することが出来た。楽曲はランク付けされ、曲のスコアが変化するたびに各ユーザーのレーベルはポイントを得たり失ったりした。これらのポイントはエイミーストリートのクレジットに変換でき、楽曲の購入に使われた 。レーベルもまたランク付けされ、ユーザーは自慢するために各ユーザーと競争することができた。しかしながら、Fantasy Recordアプリは停止されており利用できなくなっている。

### 有益なメディア: 良くするためのダウンロードキャンペーン
2008年7月16日、エイミーストリートは有益なメディアキャンペーン「Download To Make A Difference」を立ち上げた 。ピーター・バフェットとエイコンのシングル曲「Anything」の無料ダウンロードごとにエイミーストリートは2ドルをクリエイティブビジョン財団に寄付した 。2008年7月29日にエイミー・ストリートは自社の有益なメディアプログラムをニューヨークのインディーロックバンド「ザ・ウォークメン」による新作アルバム「You & Me」の独占プレ発売と共に拡大させた。５ドルで販売されたアルバムの収益の100%がメモリアル・スローン・ケタリング・キャンサー・センターに寄付された 。販売初週にアルバムはビルボードのトップデジタルアルバムで29位にランクインした。

### ロンリーガールフィフティーンとの提携
2007年5月15日、ロンリーガールフィフティーンがエイミーストリートと番組のエピソードで取り上げられた音楽の販売で手を組んだ。

### アマゾンによる買収
2010年9月8日のエイミーストリートメンバーに送られたEメールで、ウェブサイトは2010年9月22日以降全ての顧客をAmazon.comにリダイレクトするとしamiestreet.comとしての運営を停止すると発表した。クレジットはアマゾンには転送されないため9月22日までにエイミーストリートのクレジットを消費しなければならなかった。その代わり現在のメンバーはアマゾンmp3(現在のAmazon music)の５ドル分のクレジットを与えられた。伝えられるところによればアマゾンは2010年の9月9日の朝にエイミーストリートを閉鎖した。

## 報道
エイミーストリートは様々な著名なメディア機関によって言及されている。 それにはローリングストーン 、ウォール・ストリート・ジャーナル 、ビジネスウィーク 、ナショナル・パブリック・ラジオ 、ワシントン・ポスト、ロサンゼルス・タイムズ、エンターテイメント・ウィークリー 、TechCrunch 、Boing Boing 、Ars Technica とWiredも含まれる。

### アシュリー・アレクサンドラ・デュプレ
2008年3月、エリオット・スピッツァーとの売春スキャンダルの中心にいたコールガールのアシュリー・アレクサンドラ・デュプレによる2つのシングル曲があるため、このサイトはさらに注目を集めた。 2008年3月12日、ニューヨーク・タイムズ紙が、コール・ガール 「クリステン」がデュプレであると明らかにした後、無契約歌手である彼女のシングル「Move Ya Body」がサイトで最速で最高値に到達する記録を作った。 エイミーストリートでのシングルのダウンロード販売から彼女は30万ドル〜140万ドルを獲得した可能性があると推測され、他の人は、彼女の収入が1万3720ドルより低いと推定している。 公式販売数は公開されていない。

## 関連リンク
- エイミーストリートジャパン
- Crowdsourcing
- Silicon Alley
- Songza
- Web 2.0